# Oskova
Oskova es un pueblo de la municipalidad de Banovići, en el cantón de Tuzla, Bosnia y Herzegovina.

## Superficie
Posee una superficie de 2,26 kilómetros cuadrados.

## Demografía
Hasta 2013 la población era de 637 habitantes, con una densidad de población de 281,5 habitantes por kilómetro cuadrado.